# People's Vote

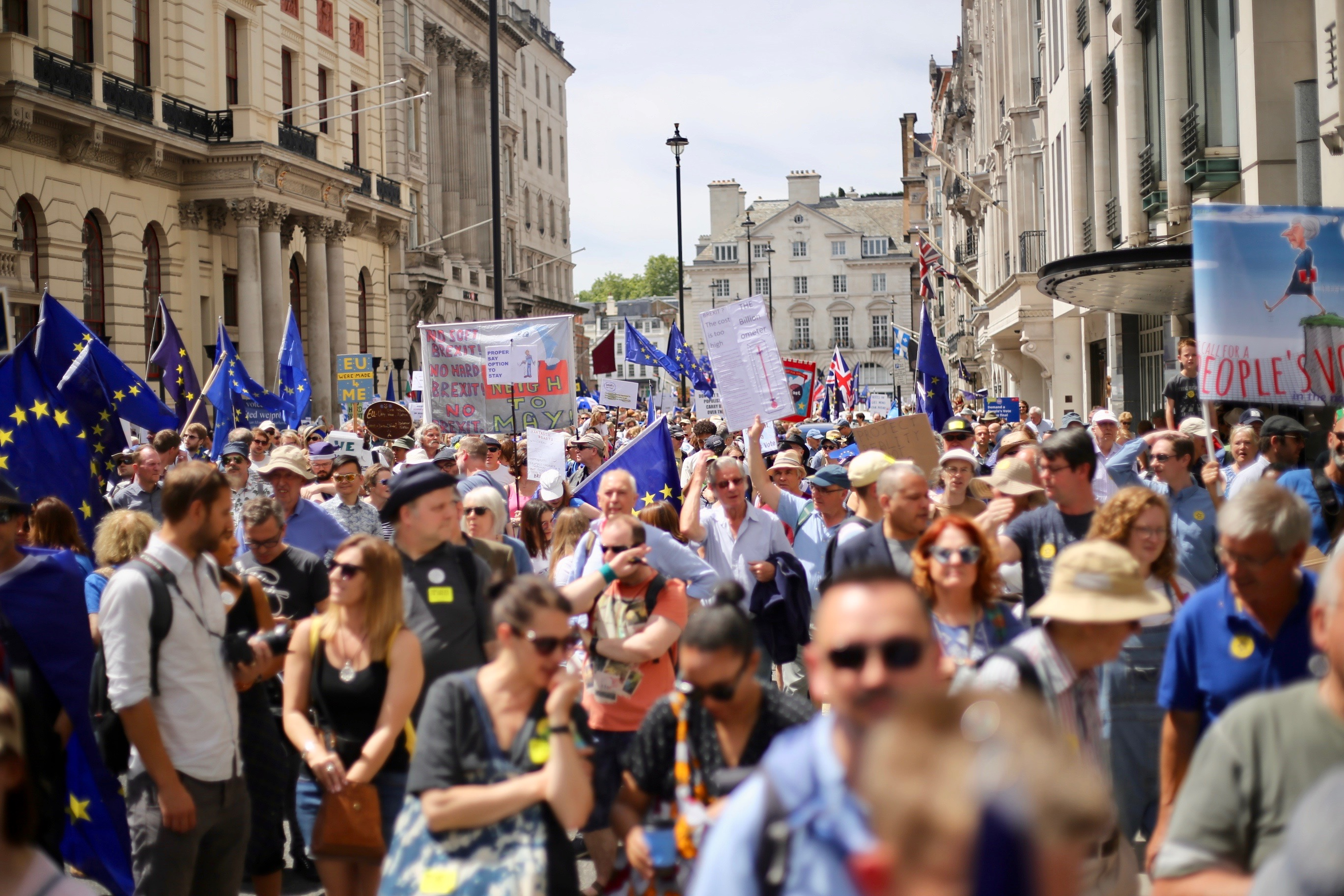
Manifestantes exhibiendo símbolos proeuropeos en una manifestación convocada en el centro de Londres el 23 de junio de 2018, dos años después del referéndum de 2016 sobre la salida del Reino Unido de la Unión Europea que dio la victoria de los partidarios de abandonar el club comunitario.

People's Vote (en español: «Voto del Pueblo») fue un grupo de interés británico que pedía un referéndum sobre el acuerdo final del Brexit pactado entre el Reino Unido y la Unión Europea. El grupo se creó en abril de 2018 en un acto en el que intervinieron cuatro miembros del Parlamento, junto con el actor Patrick Stewart y otras personalidades públicas. El grupo se disolvió finalmente el 31 de enero de 2020, al abandonar el Reino Unido el club comunitario.